# 阿爾馬維爾 (亞美尼亞)

阿爾馬維爾

阿爾馬維爾（羅馬化：Armavir），是亞美尼亞的城市，也是亞馬維爾州的州府，位於該國西部阿拉加茨山南面山腳，始建於公元前776年，面積8.51平方公里，海拔高度870米，2009年人口33,600。
該城市始建於1931年，原名薩達拉帕特，在1935年至1995年間被稱為奥克滕贝良（即“十月之城”），以紀念十月革命而命名。
1992年，該市獨立的亞美尼亞政府命名為阿爾馬維爾，以附近的阿爾馬維爾古城命名。

## 外部連結
- World Gazeteer: Armenia （页面存档备份，存于） – World-Gazetteer.com